# Physocephala bipunctata
Physocephala bipunctata är en tvåvingeart som först beskrevs av Macquart 1843.  Physocephala bipunctata ingår i släktet Physocephala och familjen stekelflugor. Inga underarter finns listade i Catalogue of Life.